# 754 Malabar
754 Malabar è un asteroide della fascia principale del diametro medio di circa 87,62 km. Scoperto nel 1906, presenta un'orbita caratterizzata da un semiasse maggiore pari a 2,9880066 UA e da un'eccentricità di 0,0494773, inclinata di 24,51242° rispetto all'eclittica.
Il suo nome è riferito ad una zona della Giava Occidentale. L'asteroide è stato chiamato così per commemorare la spedizione tedesca all'Isola di Natale in occasione dell'eclissi di sole del 1922.